# Улан-Иволгинский
Ула́н-Иволги́нский (Хубисхал) (бур. Улаан Эбилгэ) — улус в Иволгинском районе Бурятии. Входит в сельское поселение «Нижнеиволгинское».

## География
Расположен  в 3 км к западу от центральной части села Нижняя Иволга, в 1,5 км к северу от федеральной автомагистрали А340 (Кяхтинский тракт), в долине реки Иволги, в 2 км к югу от её русла.

## Население
| 2002 | 2010 | 2021 |
| ---- | ---- | ---- |
| 97   | ↘90  | ↘58  |

## История
Название улуса происходит от существовавшего здесь колхоза «Улаан Иволга» (Красная Иволга). До этого улус назывался Шабарта (в переводе с бур. — грязь, глина). В 1930 году на сходе жители дали селению новое «революционное» название, отражающее дух времени — Хубисхал (в переводе «революция»). В том же году была образована крестьянская коммуна с одноимённым названием. Первыми в неё вступили Гомбоевы. Их дочь Бимба, одна из первых трактористок Бурятии, награждена орденом Трудового Красного знамени и медалью «За доблестный труд в Великой Отечественной войне 1941-1945гг.».

## Экономика
Молочно-товарная ферма Бурятского республиканского аграрного технологического техникума.

## Достопримечательности
К югу от улуса находится святыня — источник «Арюун-Булаг». История этого источника связана с именем Хамбо-ламы Лубсан-Нимы Дармаева. На горе Баян-Улаан находится Хамбын обоо, куда поднимался Хамбо-лама с просьбой к божествам местности указать место строительства Иволгинского дацана. У подножия этой горы сейчас возведён комплекс «Арюун-Булаг», который посещают жители и гости республики.